# Ватикански рукопис
Ватикански рукопис, означаван са B или 03 (Gregory-Aland), је рукопис Старог завета и Новог завета. Један од најстаријих и најзначајнијих рукописа је Нови завет, написан на грчком језику, и датира са почетка 4. века. Ватикански рукопис је написан на танком пергаменту, димензија 27×27 цм.

## Опис
Недостаје: 1 Мој 1,1-46,28; Пс 105,27-137; Јев 9,14-fin.
Грчки текст рукописа одражава александријски тип текста.
Рукопис је написан у Александрији.
Прво целовито фототипско издање је објављено 1889. године.
Од 1475. чува се у Ватиканској библиотеци.